# Pfarrkirche St. Marien (Güstrow)

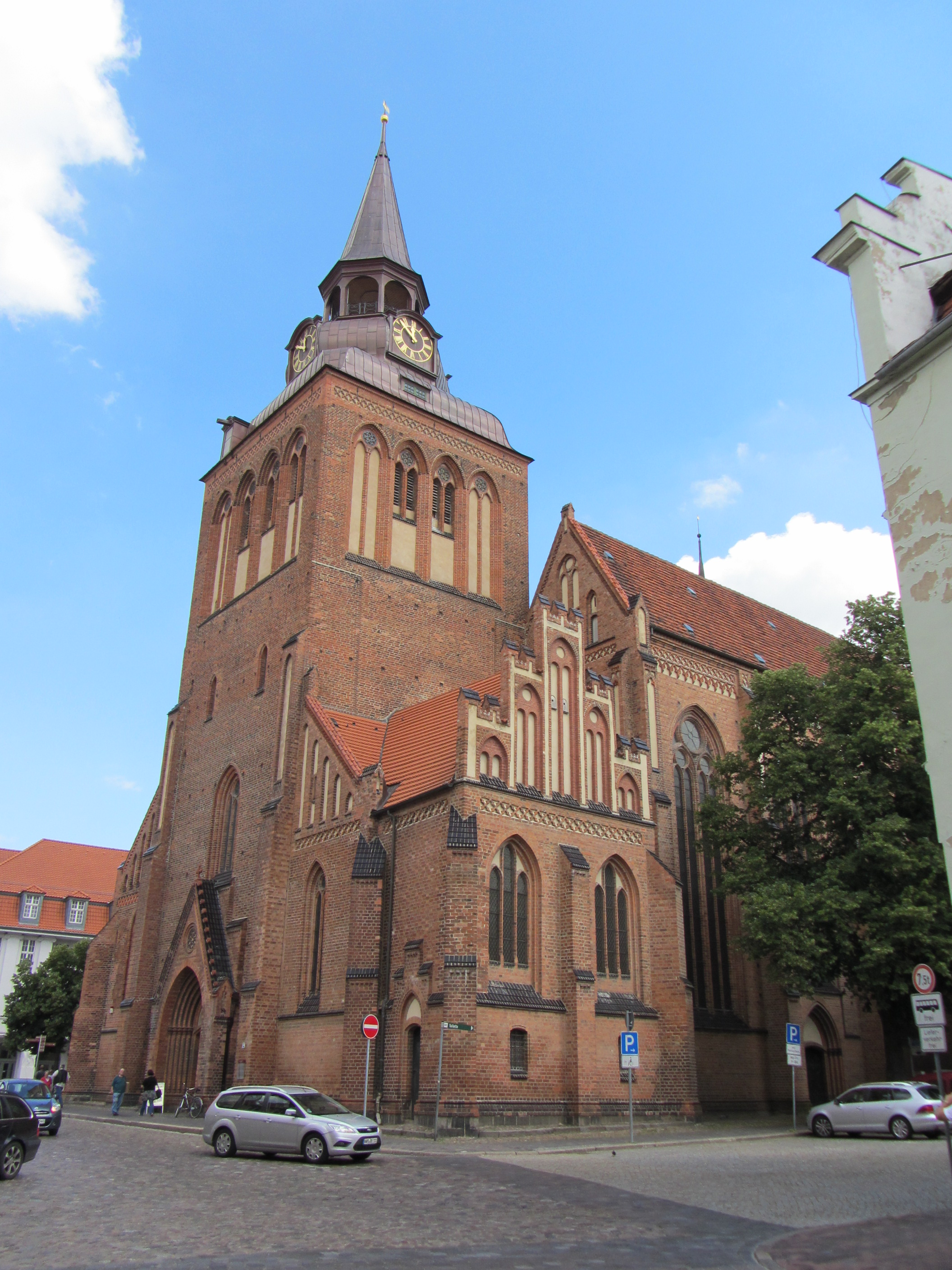
Güstrow, Pfarrkirche St. Marien

Die Pfarrkirche St. Marien ist die Kirche der evangelisch-lutherischen Pfarrgemeinde Güstrow. Die Kirchengemeinde gehört zur Propstei Rostock im Kirchenkreis Mecklenburg der Evangelisch-Lutherischen Kirche in Norddeutschland (Nordkirche). Die Kirche, ein Werk der norddeutschen Backsteingotik, ist eine dreischiffige Hallenkirche. In Deutschland eine Besonderheit (in Flandern und den Niederlanden hingegen die Regel) sind die parallelen Längsdächer über dem Kirchenschiff. Bei einer eingreifenden Restaurierung im ausgehenden 19. Jahrhundert wurde das Aussehen der Fassaden vereinheitlicht. Ihr wichtigstes Kunstwerk ist ein Flügelaltar des Brüsseler Bildschnitzers Jan Borman aus dem Jahr 1522.

## Geschichte

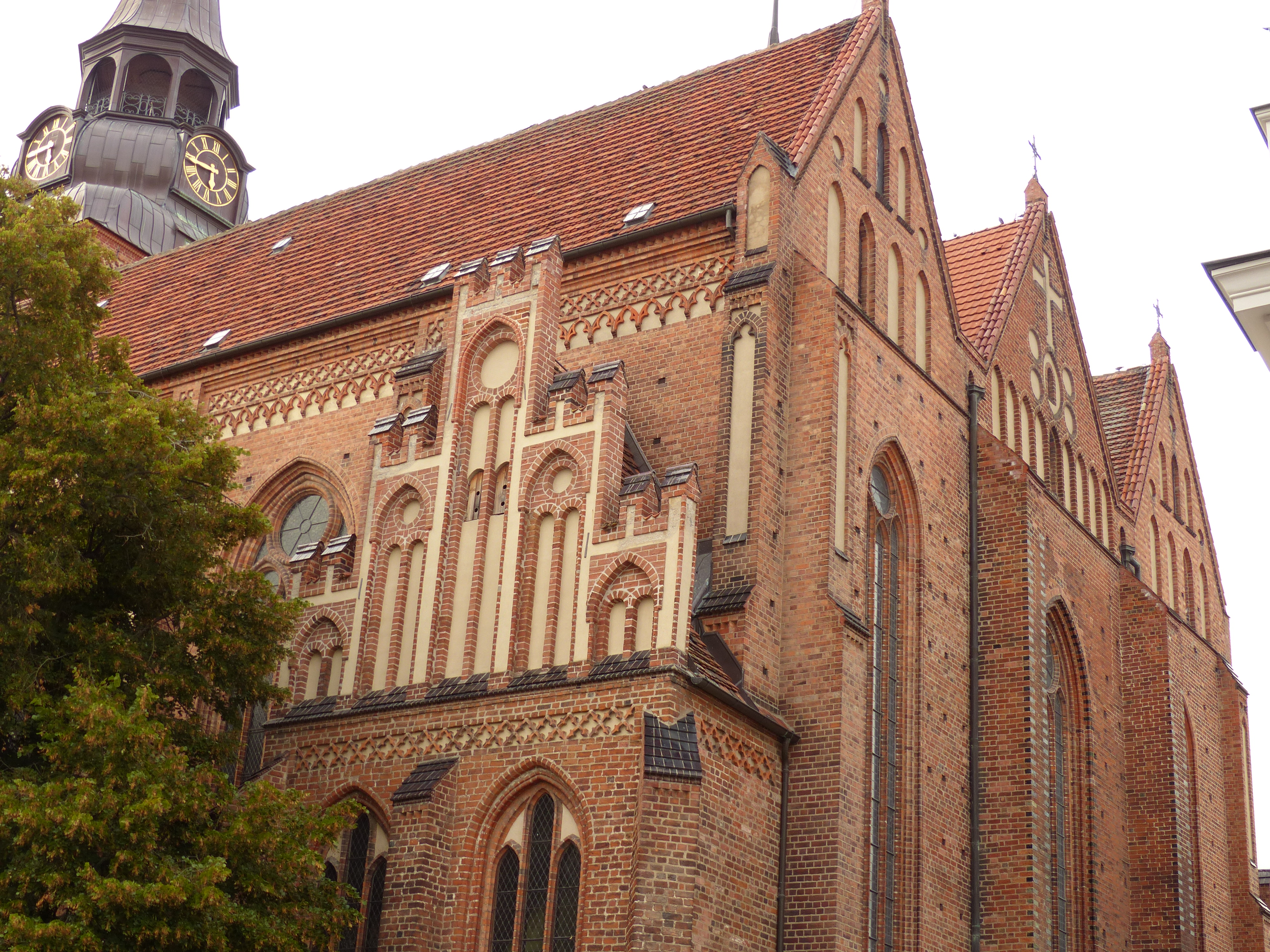
Dreifacher Ostgiebel wegen paralleler Längsdächer

Die erste Erwähnung der Kirche stammt aus dem Jahr 1308. Ihre Baugestalt ist nicht überliefert. Sie war damals in ihrer Verwaltung und ihrem Pfarrdienst dem Dom unterstellt. Dieser Kirchenbau wurde im 14. Jahrhundert durch einen Folgebau ersetzt. Am 26. Juni 1503 brannte durch einen Blitzeinschlag das Gebäude bis auf die Grundmauern nieder. Sofort wurde mit dem Wiederaufbau begonnen. 

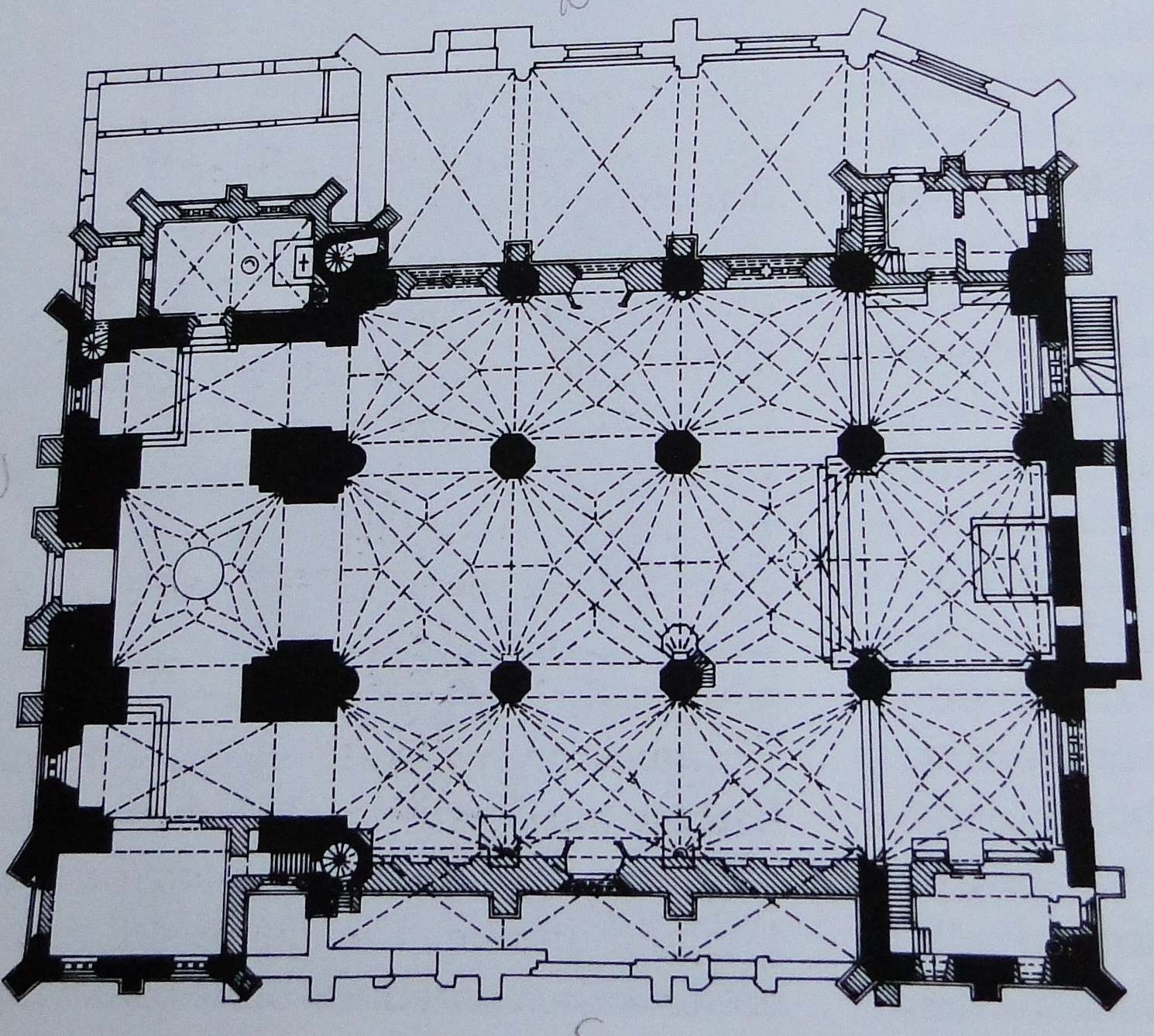
Aufmaß von Friedrich Schlie, 1880:
schwarz = nachmittelalterlich; schraffiert = neu errichtet; weiß = abgetragen

1508 wurde die neu aufgebaute fünfschiffige Kirche mit einem markanten, 53 Meter hohen Turm, einem Hauptaltar, 17 Nebenaltären und drei Glocken wieder eingeweiht. Wie dieses Gebäude genau aussah, kann auch nicht eindeutig geklärt werden. Drei ältere kleinformatige Stadtansichten aus dem Jahr 1653 zeigen zwar den nachmittelalterlichen Bauzustand, sie lassen aber keine klare Aussage zu dem Gebäude zu.

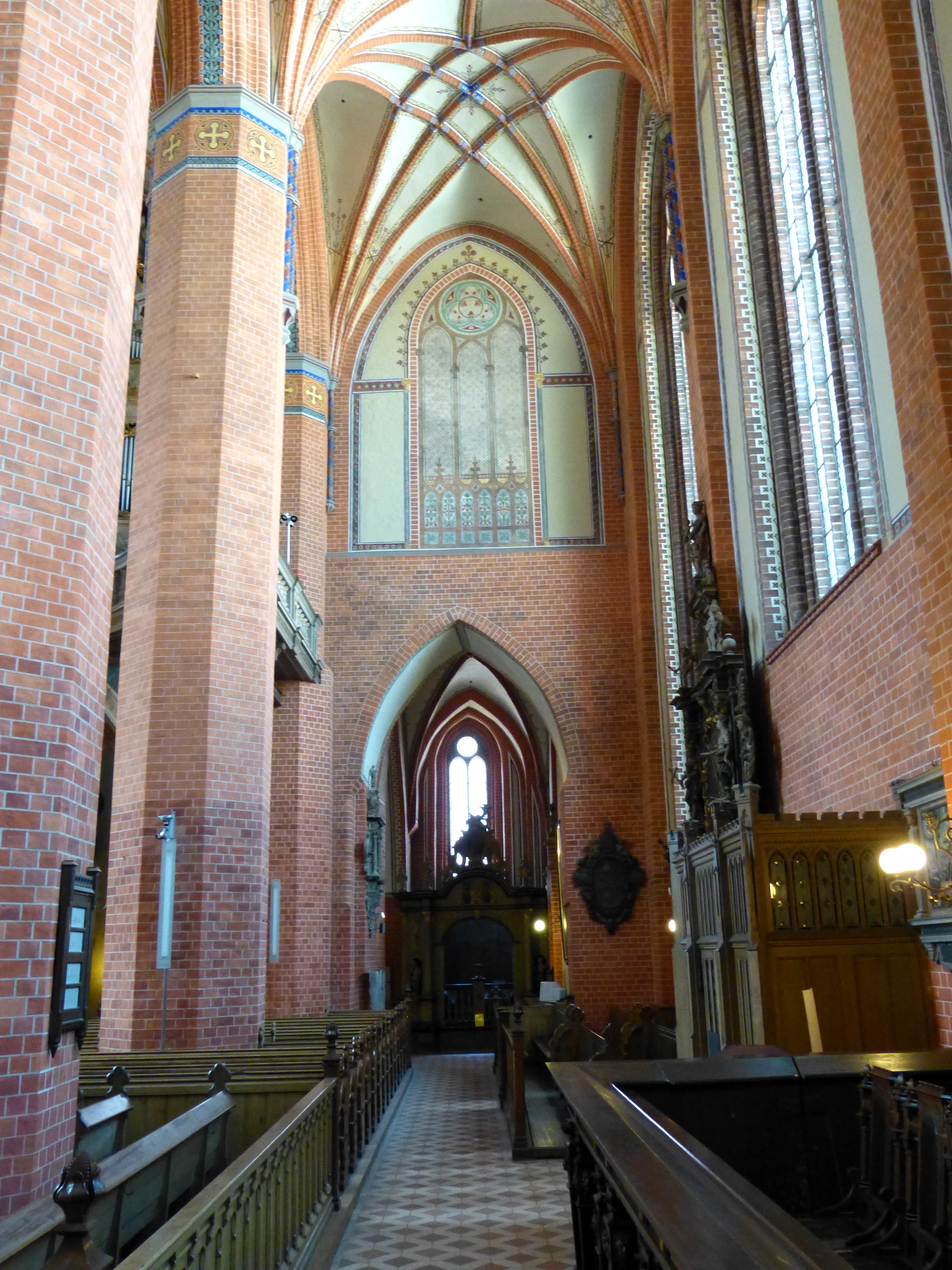
Südliches Seitenschiff

Von 1880 bis 1883 folgten ein Umbau der Kirche und eine Restaurierung, welche auch auf zeitgenössischen theologischen Erwägungen basierte. Unter der Leitung von Georg Daniel wurden die beiden äußeren Seitenschiffe abgerissen, um die statischen und konstruktiven Mängel zu beseitigen. So entstand ein Raum mit drei gleich hohen Schiffen, der mehr dem ursprünglichen Bauplan als Hallenkirche entsprach. Zum Umbau gehören die Fenster der jetzigen Außenwände der Seitenschiffe mit ihren aufwändigen geometrischen Maßwerken. Dieser Umbau führte aus denkmalpflegerischer Sicht zu einem erheblichen Substanzverlust und zu einer gravierenden Änderung der Baugestalt. Die neu gestaltete Kirche wurde am 1. Juli 1883 eingeweiht, genau 350 Jahre nach der ersten lutherischen Predigt an diesem Ort, im Jahr 1533.
In der Zeit des Zweiten Weltkriegs wurde das eindrucksvollste Kunstwerk der Kirche, der Borman-Altar, zur Bestandssicherung abgebaut und in einem Keller eines Güstrower Gymnasiums eingelagert. In den 1990er Jahren wurde er restauriert.
1978 wurde das Kirchendach neu eingedeckt. Trotzdem gab es immer wieder Sturm- und Entwässerungsprobleme mit den drei steilen Paralleldächern. 1980 wurde der Turm der Kirche mit Kupferplatten neu eingedeckt, da die alten Kupferplatten 1941 zu Kriegszwecken abgeliefert werden mussten.
Mit der Restaurierung der Ostfenster, die Christian Ludwig Türcke geschaffen hatte, begann im Jahr 2000 eine grundlegende Restaurierung der Kirche. Die Fenster, die seit 1882 unverändert geblieben sind, wurden gereinigt und mit einer Außenschutzverglasung versehen. 
Neben der korrigierten statischen Aussteifung der Fenster wurde auch das Mauerwerk um die Fenster instand gesetzt. Am Palmsonntag, den 8. April 2001, konnten die Fenster wieder eingeweiht werden.
Von 2004 bis 2009 erfolgte die Innenrenovierung in mehreren Bauabschnitten, die mit einer Außenrenovierung abgeschlossen wurde. Dabei musste die Holzkonstruktion der Turmhaube auch von Schwammbefall saniert werden. Daher wurde der Turm erneut mit Kupferplatten neu eingedeckt. Derzeit kann die Kirche wieder wie zur Zeit nach dem Umbau im Jahr 1883 erlebt werden.

## Ausstattung

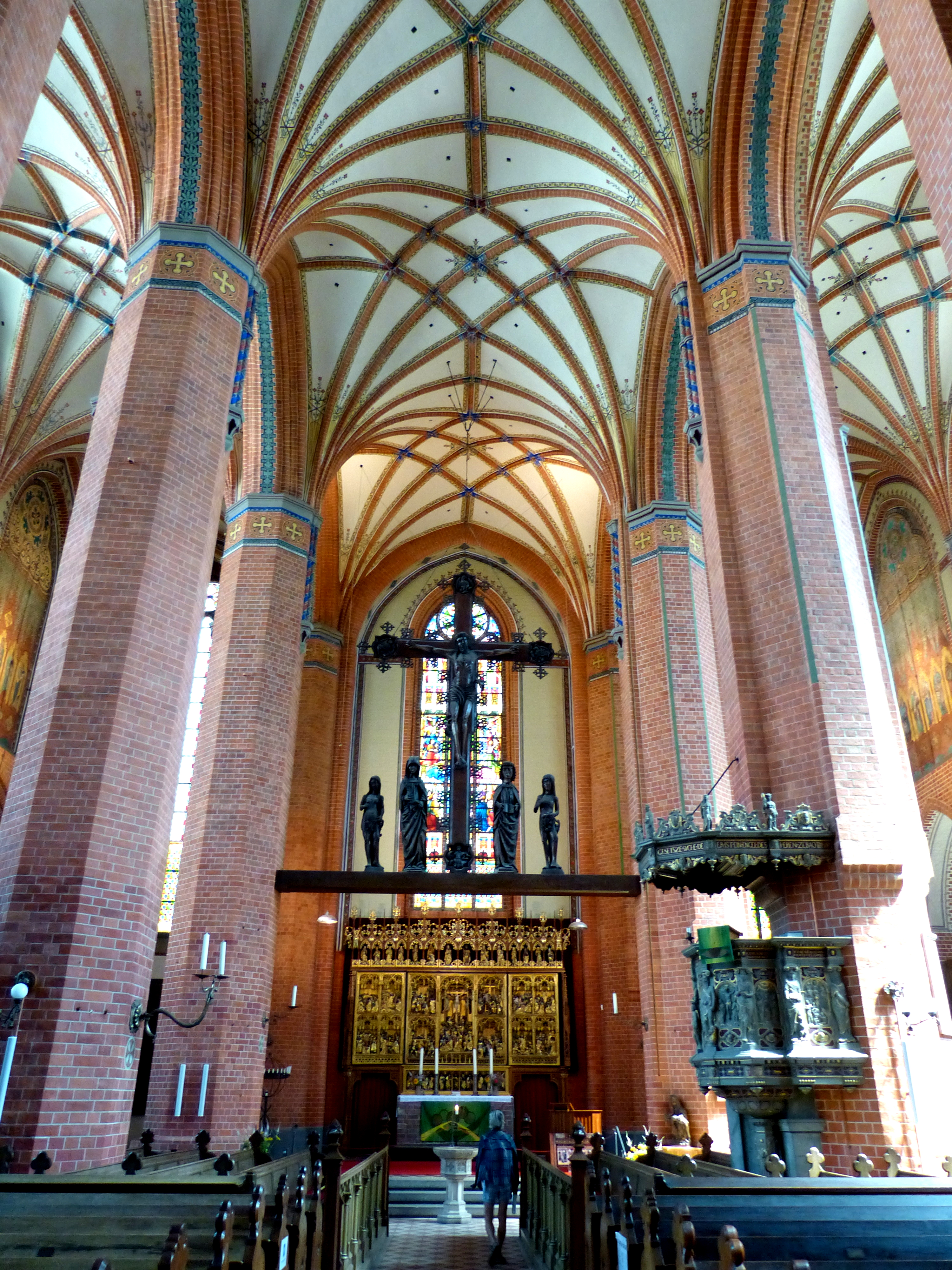
Innenraum

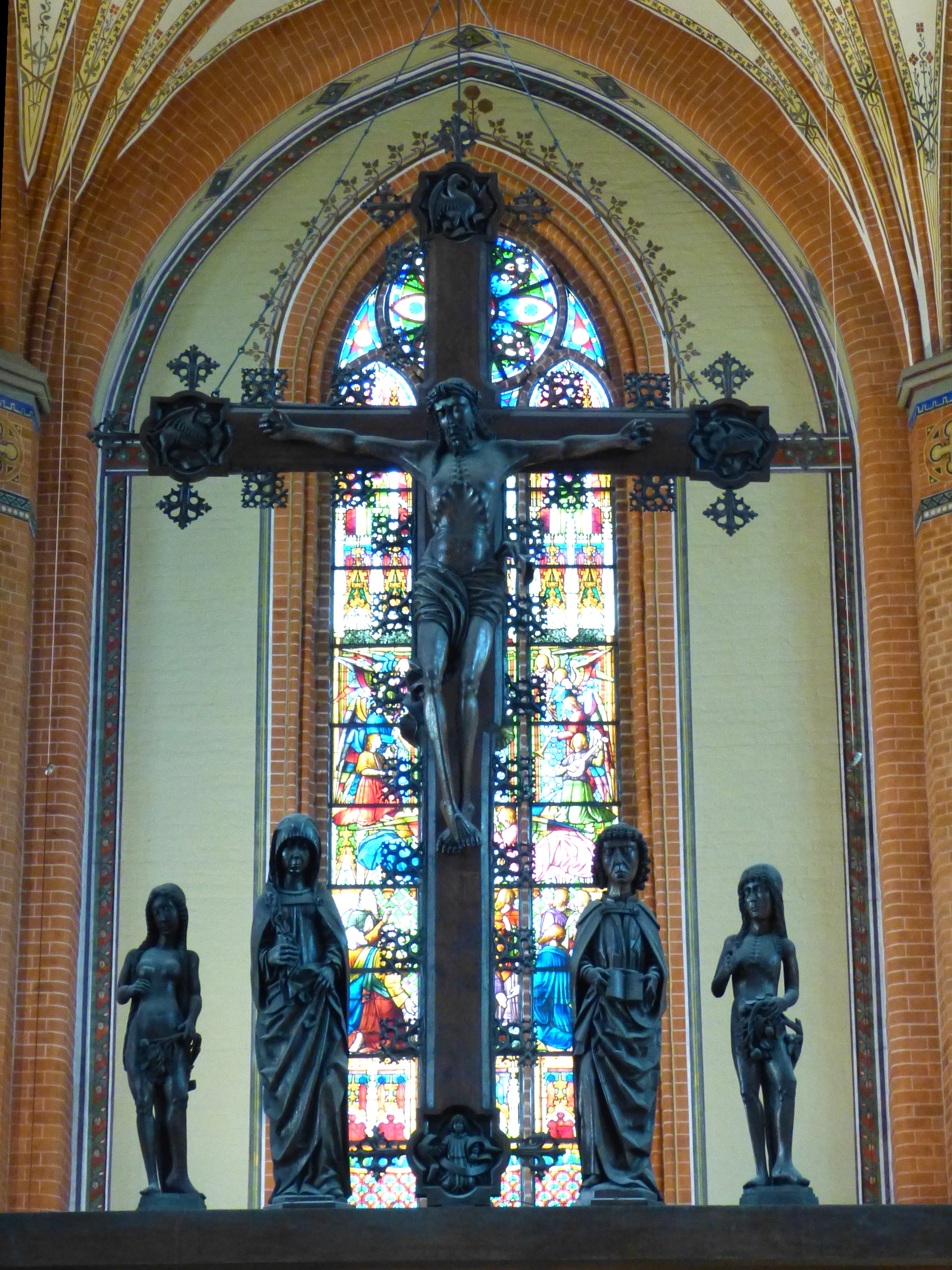
Triumphkreuz

Die geschnitzte Pietà aus Eichenholz ist das älteste erhaltene Kunstwerk der Kirche. Sie entstand im letzten Drittel des 15. Jahrhunderts und befindet sich auf einem Sockel vor dem südöstlichen Mittelschiffspfeiler.
Die Strahlenkranzmadonna stammt aus dem Jahr 1520 und befindet sich vor einer Nische in der südlichen Seitenhalle.
Im Jahr 1522 stiftete die Güstrower Katharinenbruderschaft den großen spätgotischen, brabantischen Hochaltar mit Doppelflügeln. Die Schnitzereien stammen von Jan Borman (d. J.) aus Brüssel. Auf 13 Feldern mit 181 Figuren wird die Passions- und Ostergeschichte dargestellt. Nach dem Schließen der Altarflügel sieht man sechs Tafelgemälde von Bernaert van Orley aus Brüssel, je zwei Szenen aus dem Leben der Maria und der hl. Katharina sowie Petrus und Paulus.
Die monumentale, fünfteilige Triumphkreuzgruppe findet sich zwischen den beiden ersten Mittelschiffspfeilern. Die Kreuzigungsdarstellung wurde von einem unbekannten mecklenburgischen Bildhauer mit überlebensgroßen Figuren aus Eichenholz geschnitzt. Vermutlich diente als Vorbild das Lübecker Triumphkreuz. Das Kreuz ist an den Enden mit Reliefmedaillons versehen, die stilisierten Ranken in Form von spätgotischen Kriechblumen versinnbildlichen das Kreuz Christi als Lebensbaum. Die Kreuzigungsgruppe wurde nach 1650 entfernt und erst 1928 auf Ernst Barlachs Betreiben hin wieder in der heutigen Form aufgestellt.
Sechs Renaissanceepitaphien aus Holz und Stein, entstanden zwischen 1572 und 1615, zeugen vom Wirken Güstrower Bürger. Ein 1681 gefertigtes Epitaph ist schon zur Formensprache des Barock zu zählen.
Die Kanzel, aus Sandstein gefertigt, ist ein nachreformatorisches Werk mit reichlicher figürlicher Dekoration und stammt aus dem Jahr 1583. Die Kanzel zählt zu den Reformationskanzeln, die mit dem Figurenwerk die Verkündigung des Evangeliums symbolisch in den Mittelpunkt stellt. Sie wurde vom Bildhauer Rudolf Stockmann anlässlich des 50-jährigen Jubiläums der Reformation in der Pfarrkirche geschaffen.
Das Ratsgestühl hatte die Kunsttischlerei Michael Meyer im Stil der Renaissance gefertigt und 1599 aufgestellt. Es ist bis heute der Platz für den Bürgermeister und den Stadtrat, der das Patronat für diese Kirche hat.
Die barocke, aus Eichenholz geschnitzte Türe mit passender Portalrahmung aus dem Jahr 1729 stammt vermutlich von einem unbekannten einheimischen Meister. Sie war vermutlich ursprünglich an einem Nebeneingang der Kirche angebracht und bildet heute den Eingang zur jetzigen Taufkapelle. Im Kirchenschiff befindet sich u. a. noch eine Grabkapelle der Gutsbesitzerfamilie von Storch und der ihr verwandten Bürgermeister-Familie von Schoepffer.
Seit Anfang der 1980er Jahre befindet sich die kleine Terrakottaplatte Engel der Hoffnung, geschaffen 1933 von Ernst Barlach, in der Kirche.

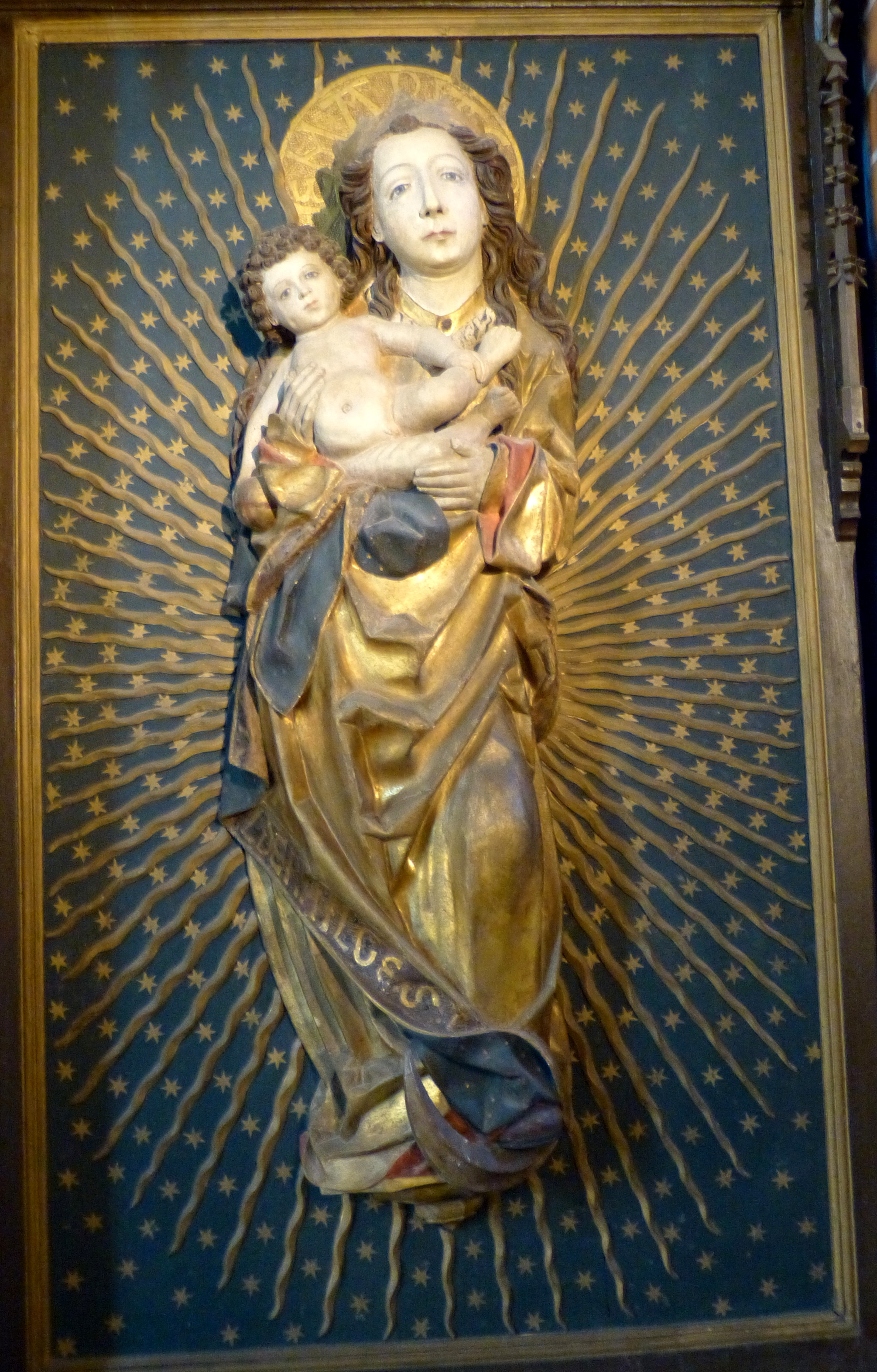
Madonna
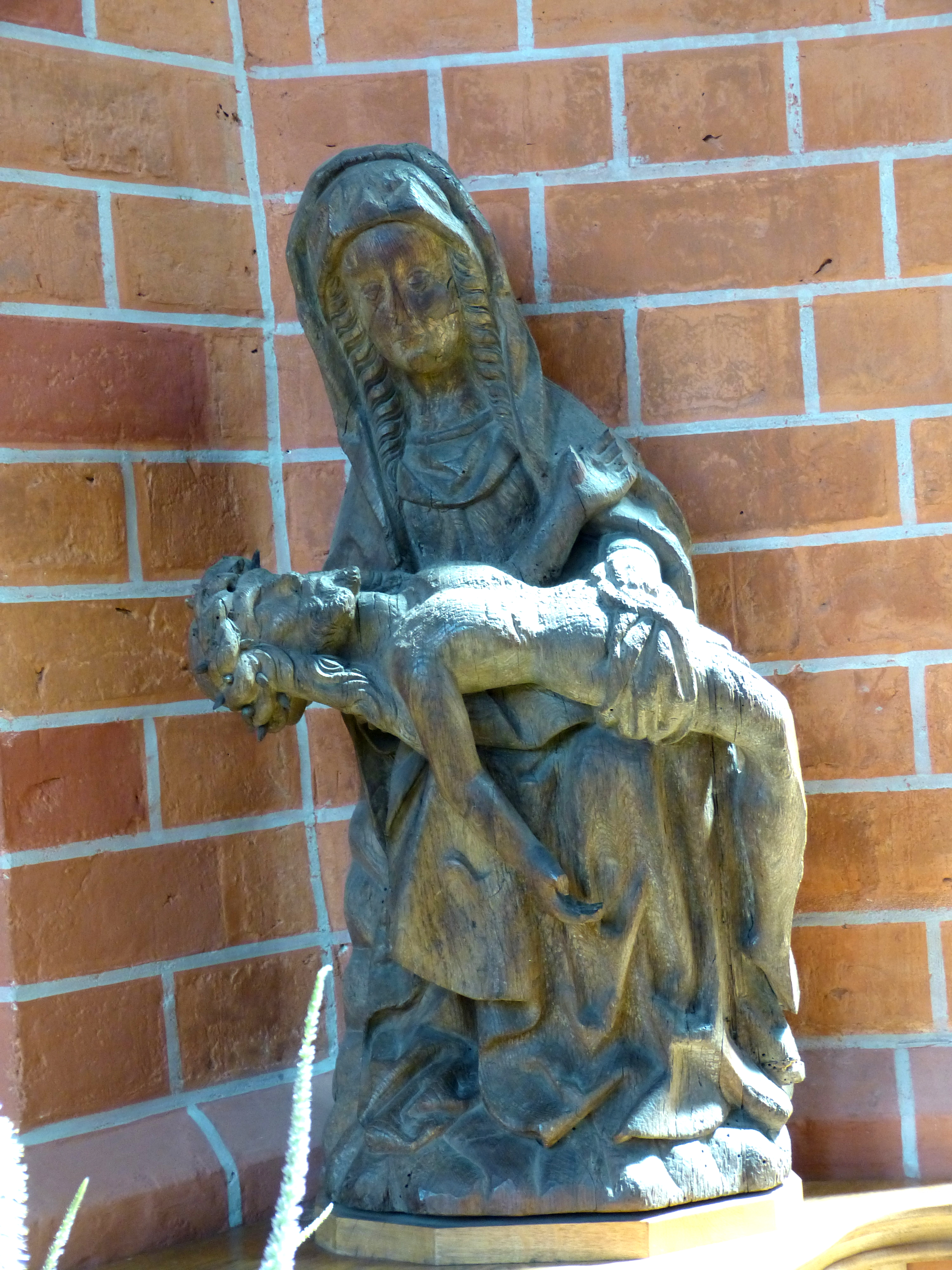
Pieta
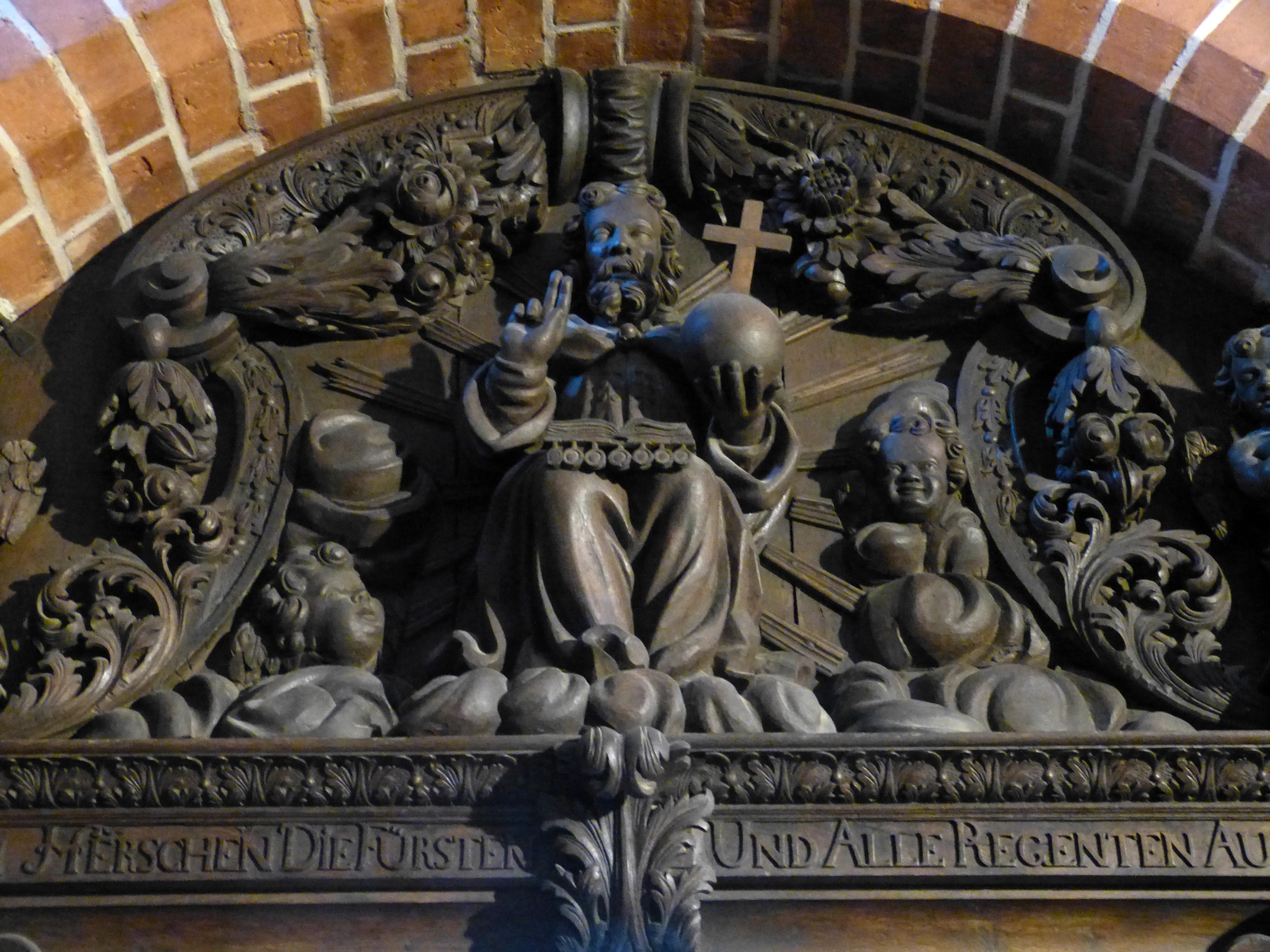
Türe Taufkapelle (Ausschnitt)
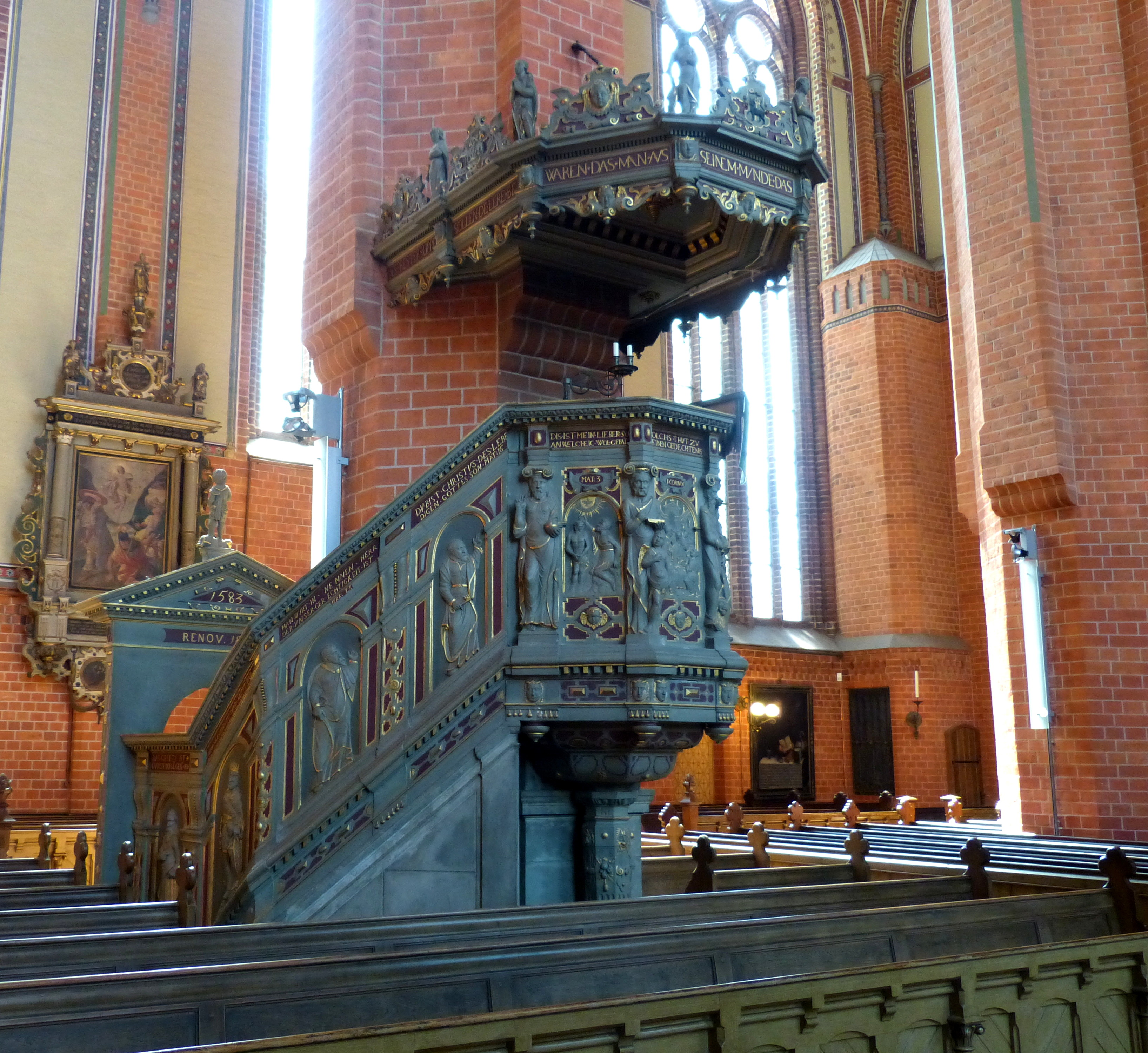
Reformationskanzel
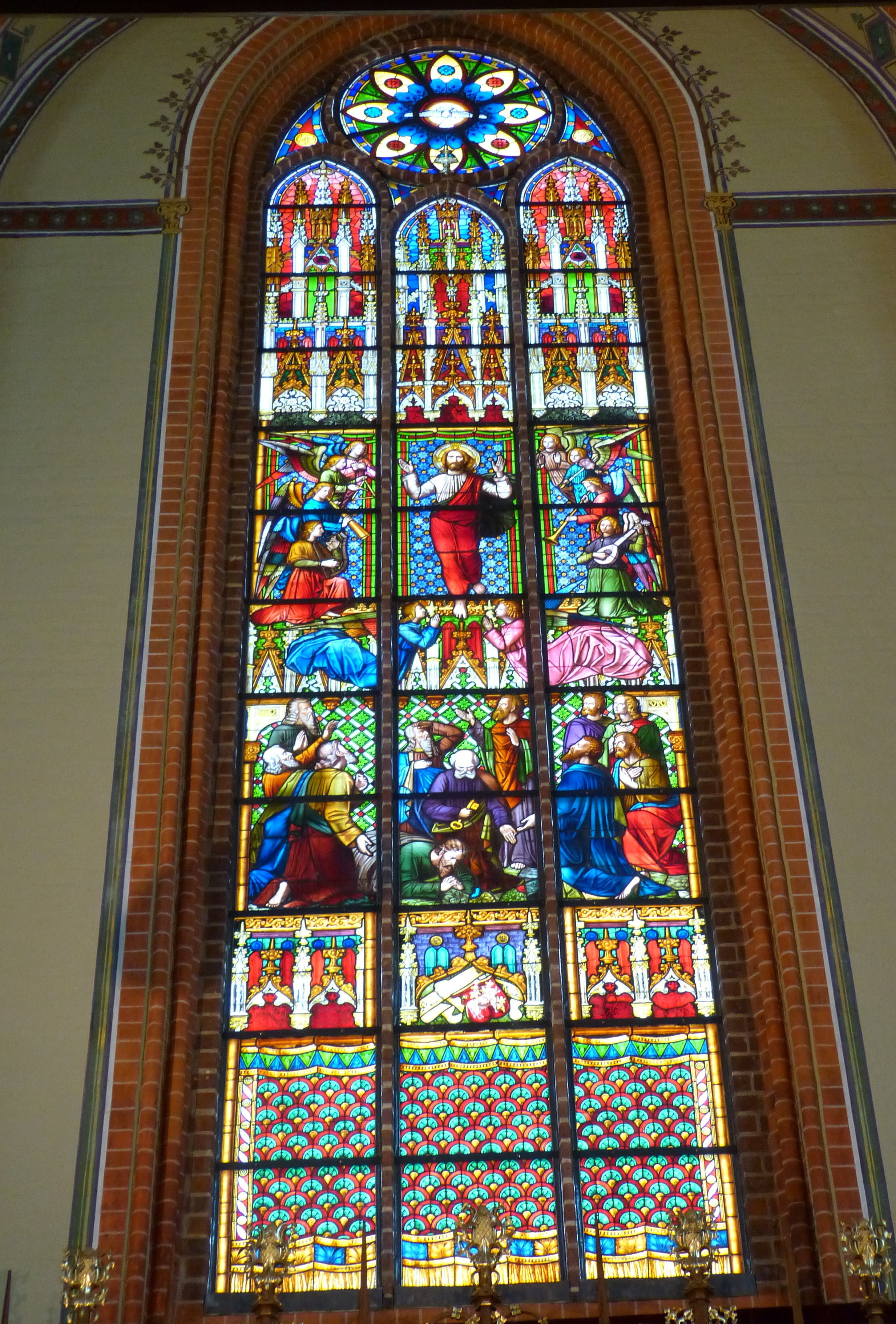
Ostfenster
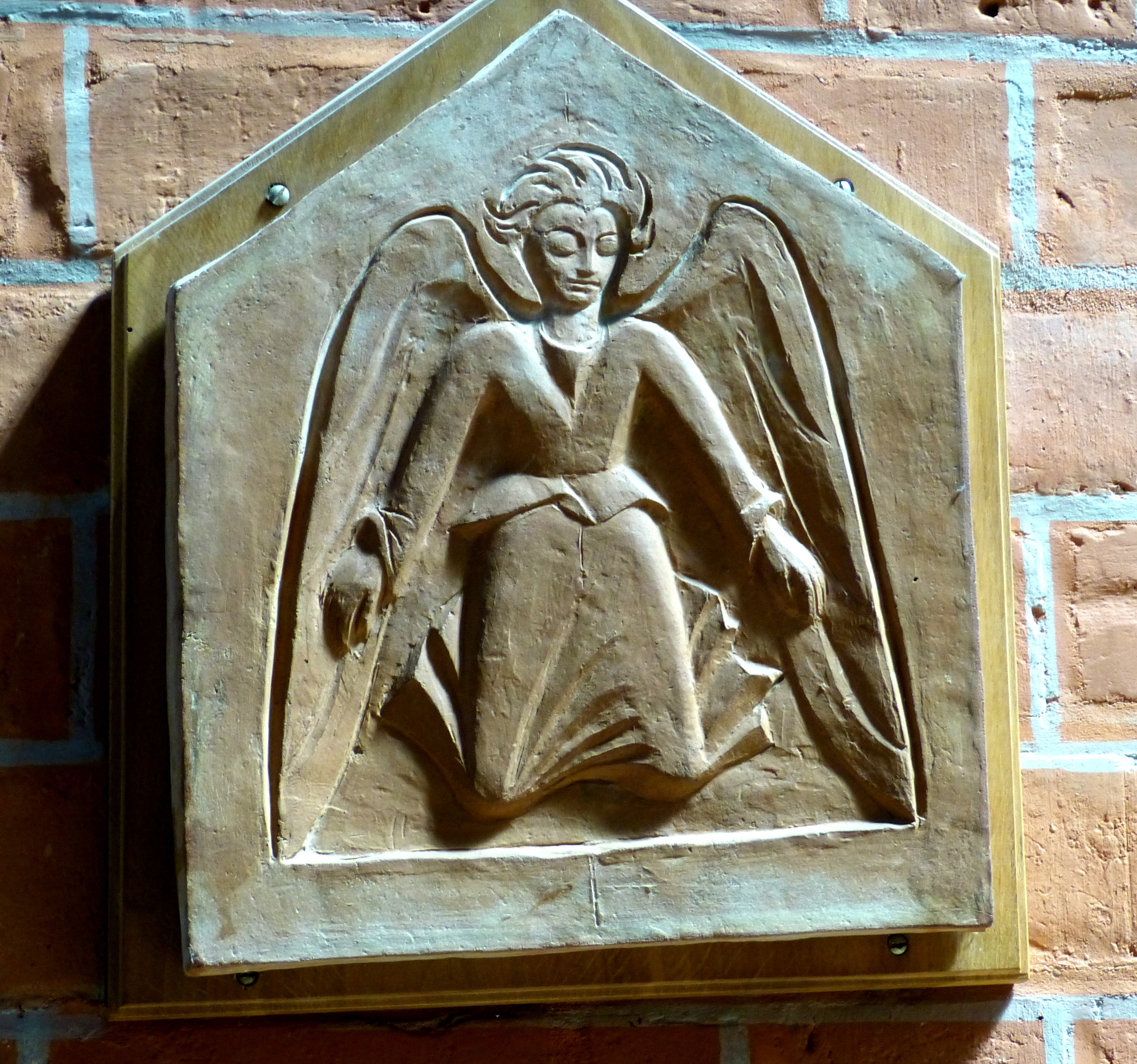
Barlach-Engel
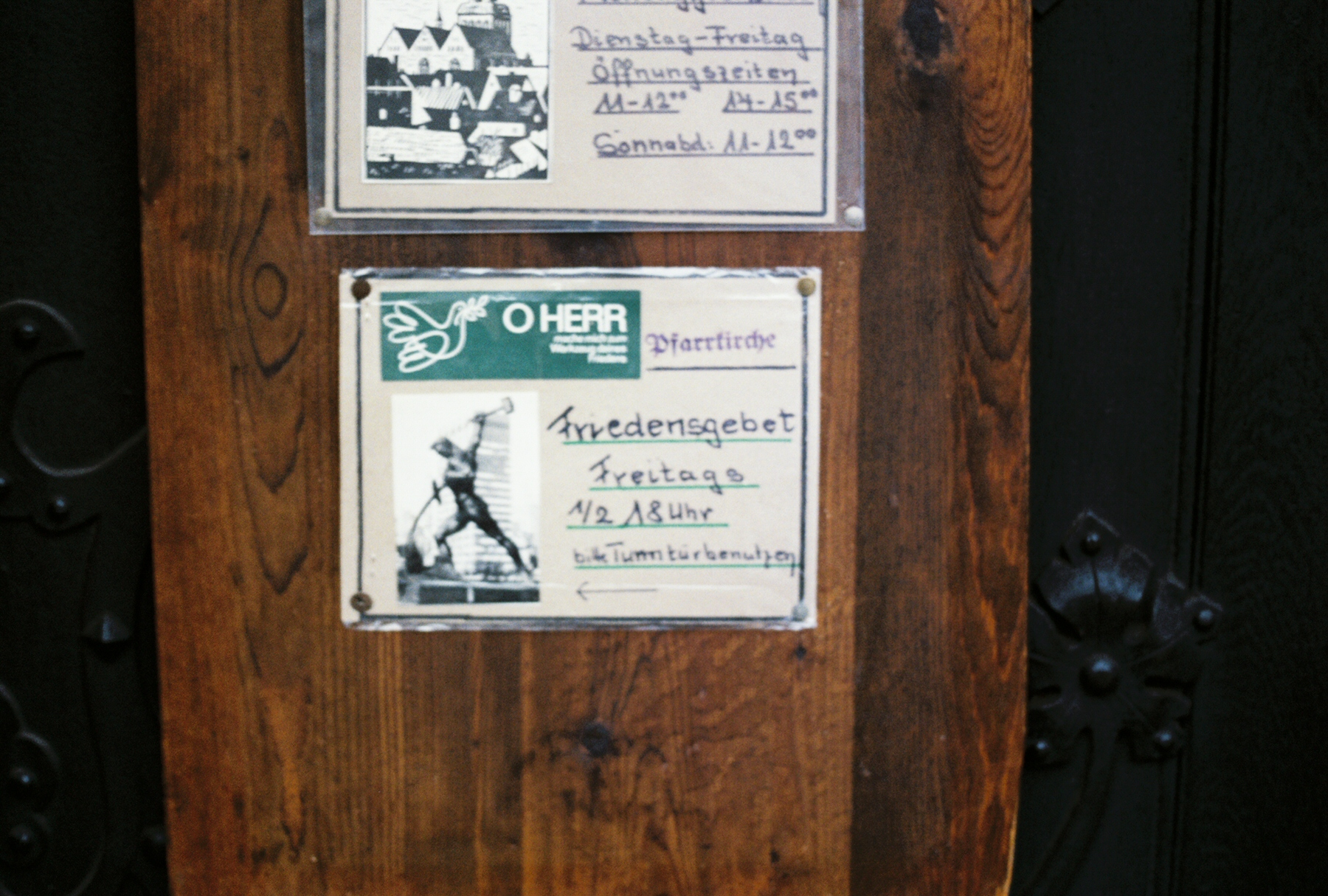
Einladung zum Friedensgebet 1989

## Borman-Altar

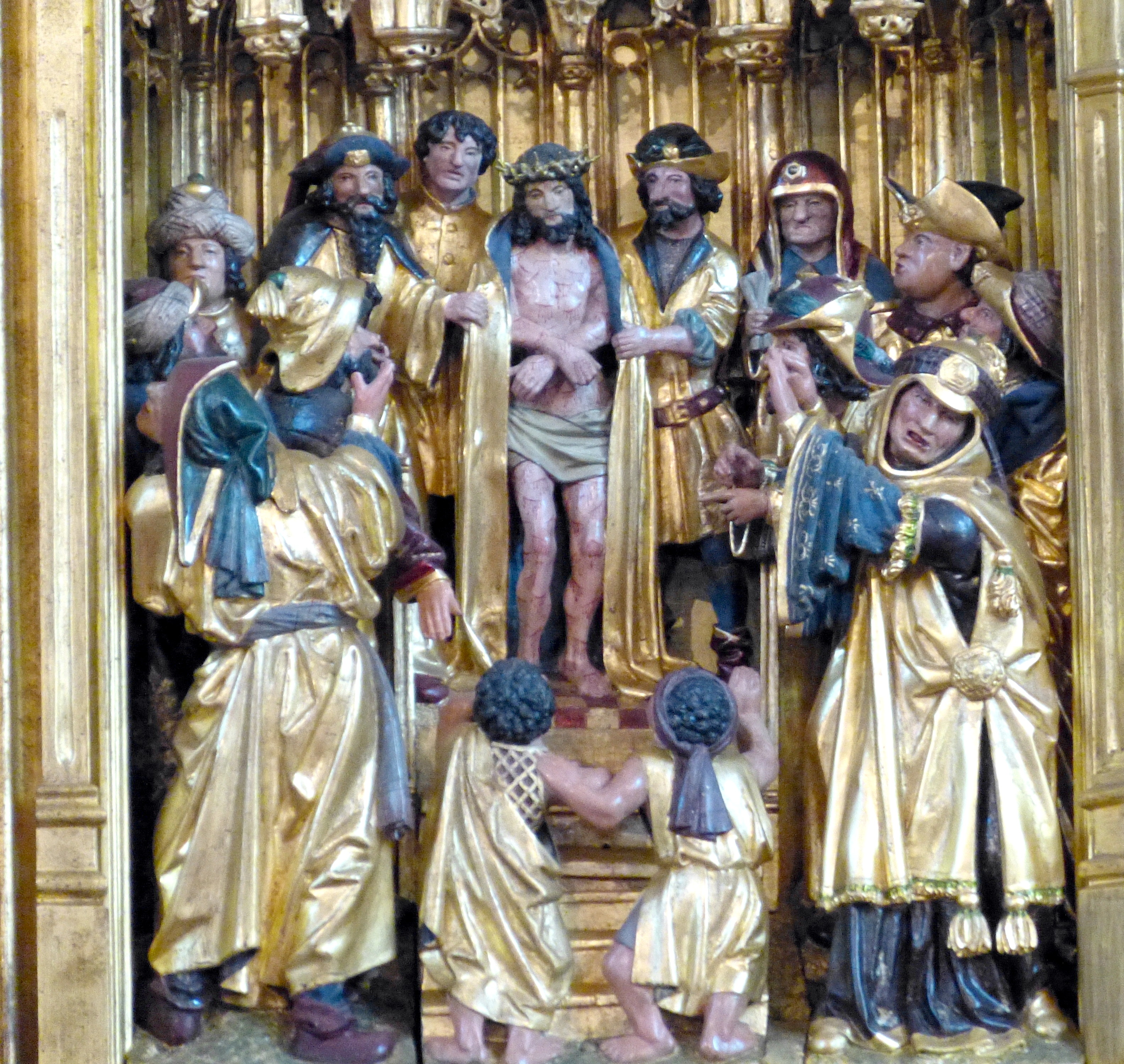
Altar von Jan Borman (Ausschnitt)

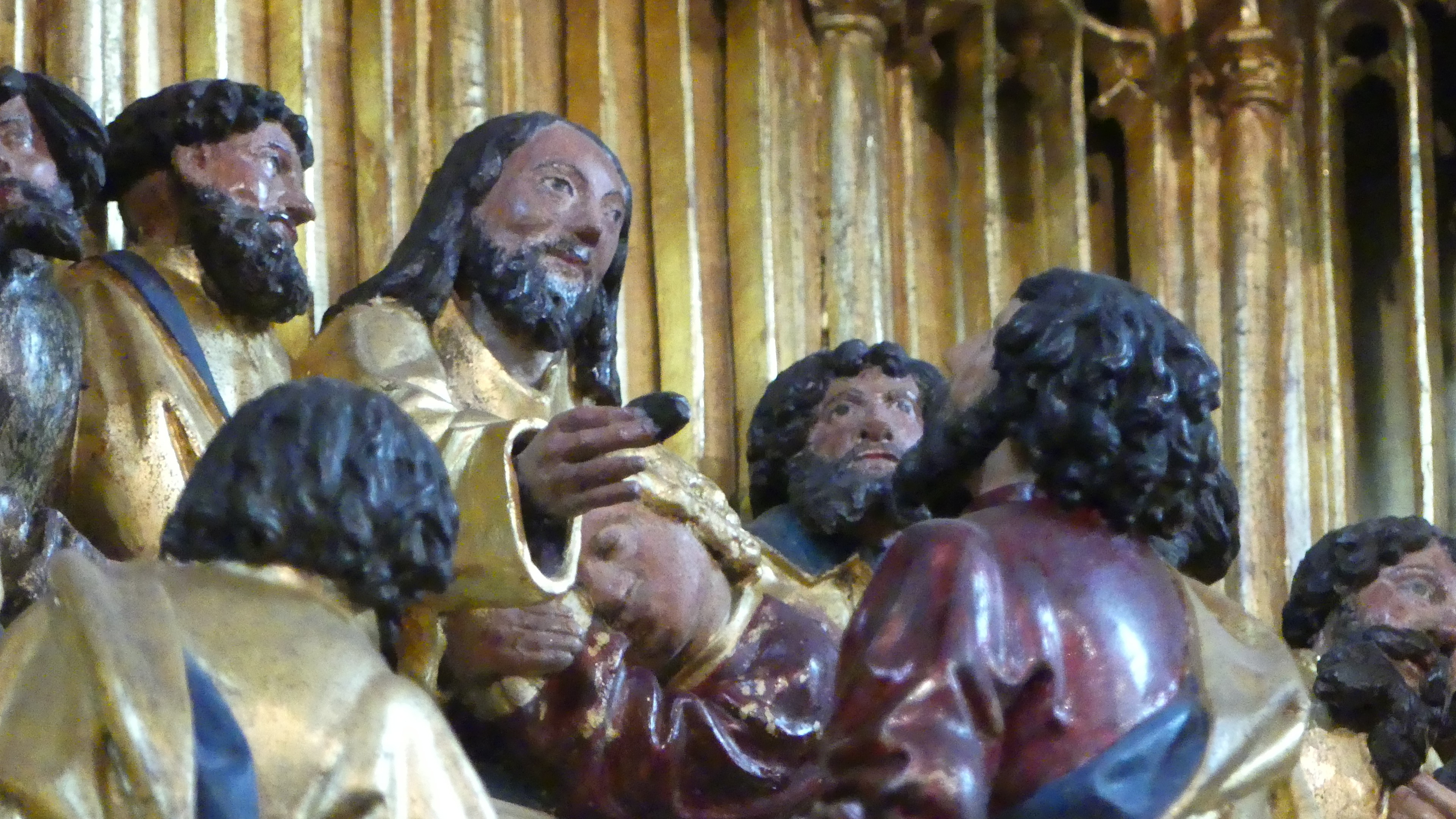
Abendmahlszene

Es handelt sich hierbei um ein spätmittelalterliches doppelflügeliges Retabel, welches als Wandelaltar ausgeführt ist. Er ist etwa 223 cm hoch und 520 cm breit. Durch mehrfaches vertikales Umklappen kann die geschnitzte und gefasste Passions-, Schau- oder Festtagsseite optisch durch Gemälde ersetzt werden. Signiert ist der Altar mit Großbuchstaben auf dem Schwert des rechten Kriegsknechts in der Kreuzigungsszene. Zudem weisen verschiedene Beschaumarken auf die Werkstatt von Jan Borman hin. Die Tafelbilder eines unbekannten Meisters, deren erstes Paar auf der Schauseite angenagelt ist, wurden in der Vergangenheit selten und vermutlich nur im Rahmen einer Wechselzeremonie gezeigt. Daher ist eine ausgezeichnete Erhaltung der originalen, brillanten Farben feststellbar.
Das Werk ist das umfangreichste und prächtigste Werk, das in der Brüsseler Werkstatt gefertigt wurde, zählt zu den bemerkenswertesten erhaltenen brabantischen Retabeln und gilt als Kunstwerk von europäischem Rang.
Albert Kortüm dokumentierte im Jahr 1865 den Altar durch 16 Zeichnungen. 1880 folgte eine umfangreiche Renovierung. Dabei wurde die Konstruktion durch einen neogotischen Umfassungsrahmen mit Stützen und Fialtümen gestützt und optisch durch eine Bekrönung erweitert. Zusätzlich fanden umfangreiche Retuschierarbeiten an der Fassung der Schnitzarbeiten statt. Die Gemälde wurden von Alois Hauser der Ältere in München mit Kittungen und Retuschen behutsam restauriert. Nach Auslagerung und Wiederaufstellung zeigte sich ein deutliches Schadensbild, welches in einer Instandsetzung im Jahr 1951 behoben wurde.
Unter der Federführung von Pastorin i. R., Elisabeth Taetow, und mit Unterstützung durch einen Förderverein konnte das Werk nach der Wende 1992–2014 restauriert werden. Dabei wurden unpassende „restauratorische Zusätze“ aus dem Jahr 1880 entfernt und vor allem die Feuchtigkeitsschäden auf der linken Seite und eine erhebliche Verschmutzung beseitigt. Die Arbeiten fanden nach strengen denkmalpflegerischen Richtlinien auf der Grundlage von Farbschnittuntersuchungen, Pigmentanalysen und Vergleichen mit ähnlich gefassten Altären statt.

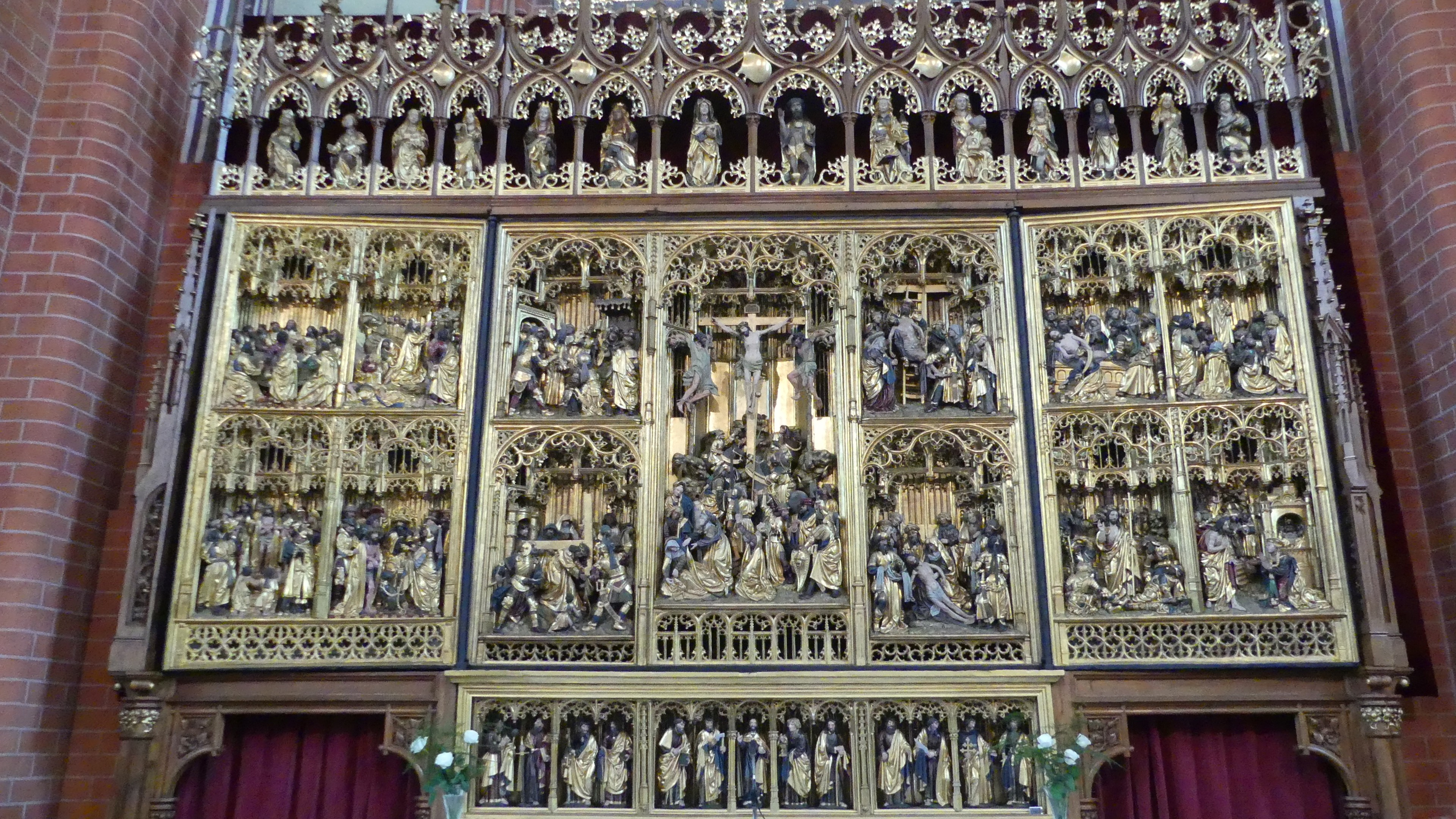
Festtagsseite
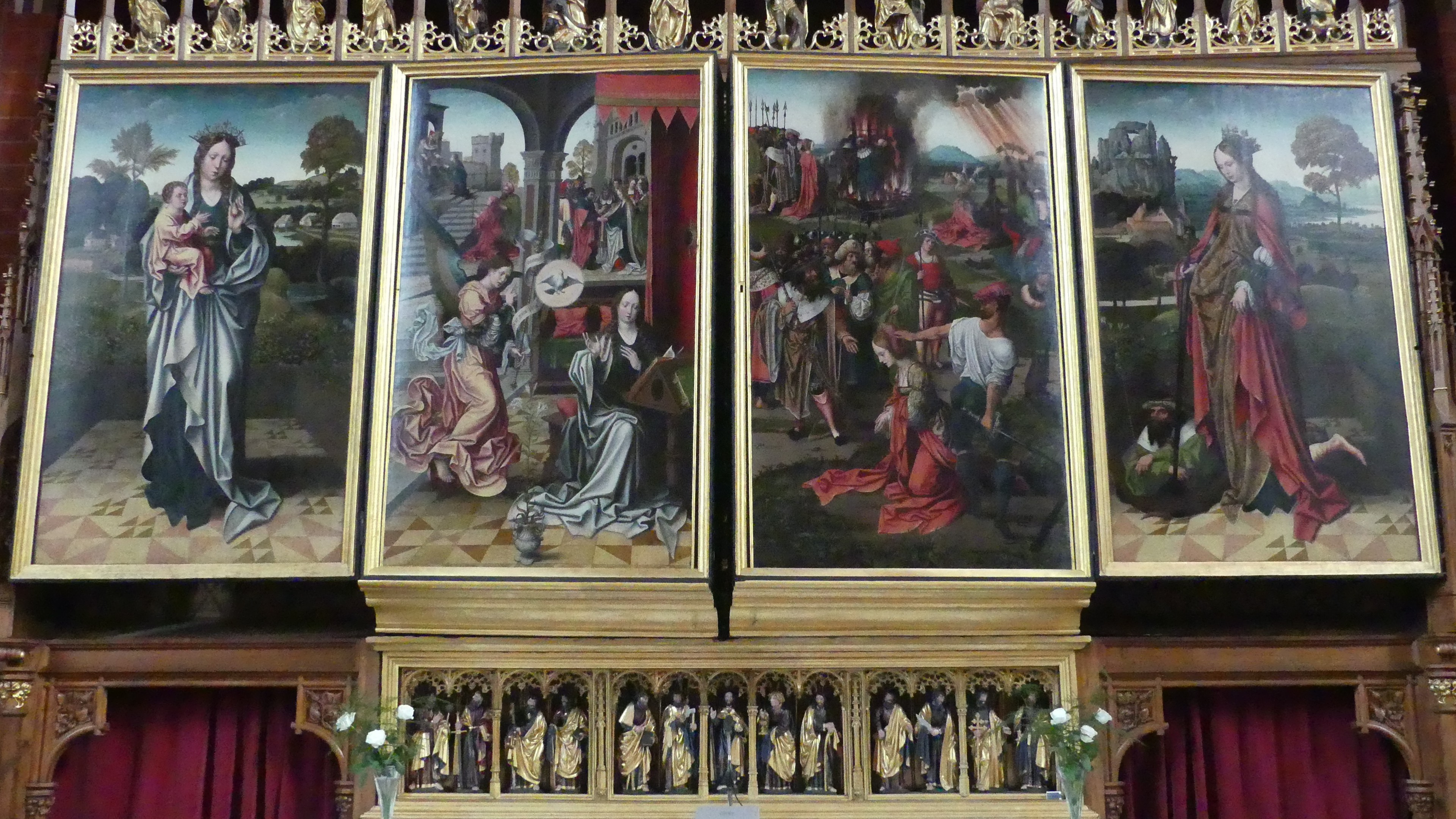
Wandlung
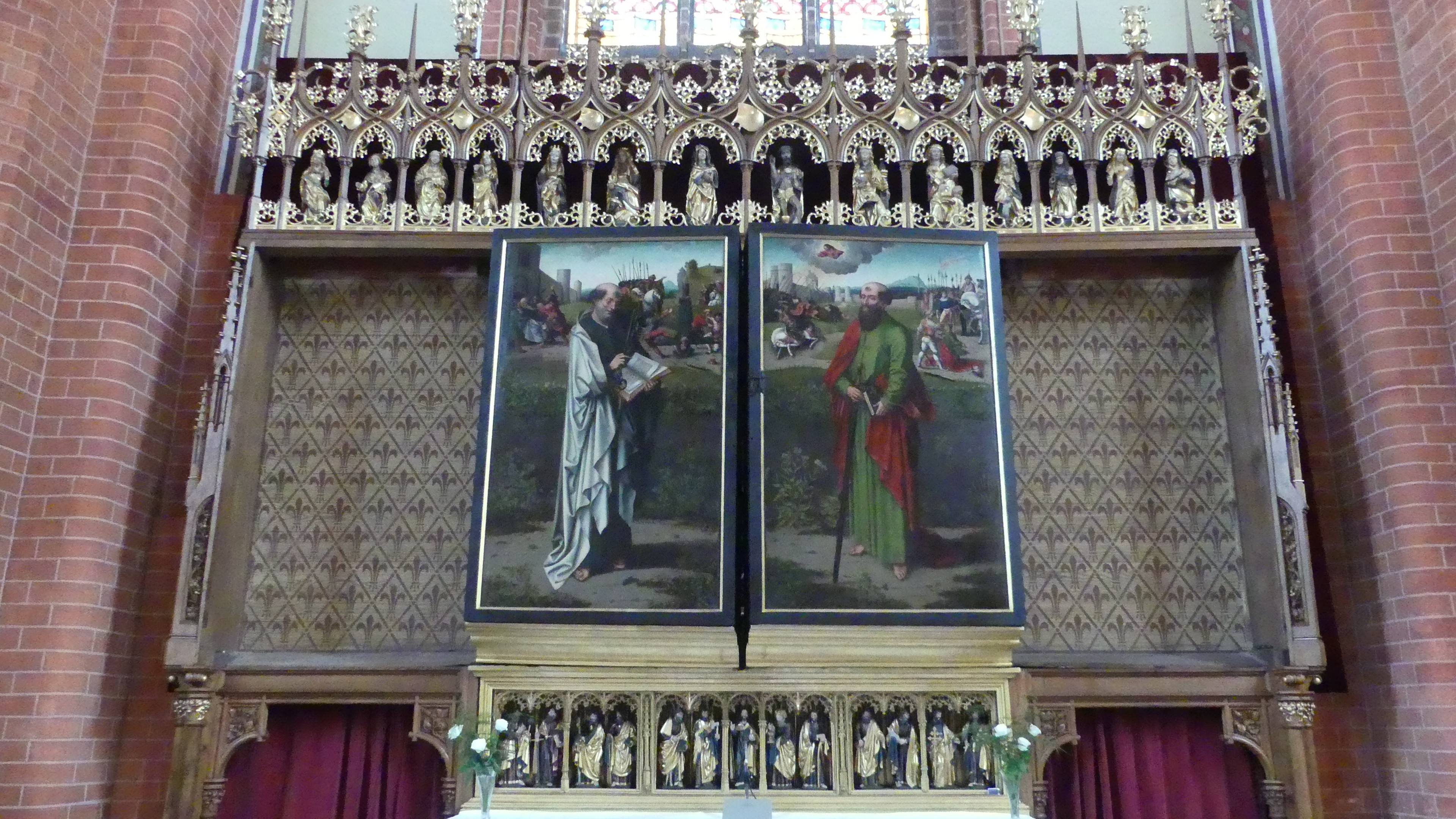
Weitere Wandlung

## Orgel

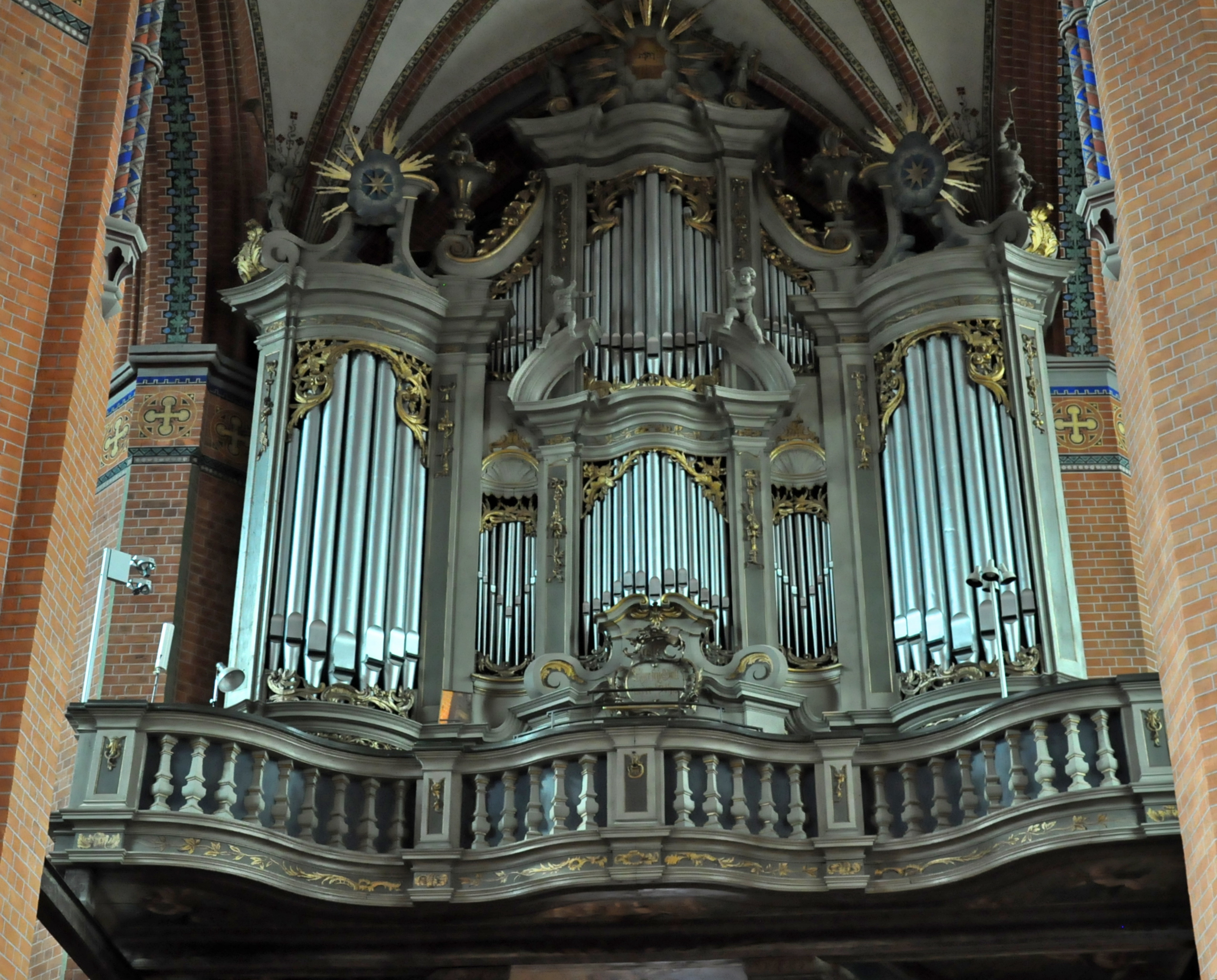
Sauer-Orgel in dem Gehäuse von 1764

Bereits 1370 wurde eine Orgel von dem Ratsherren Jacob Worpel gestiftet, die bei dem Brand 1503 zerstört wurde. 1605 erbaute Valentin Christian aus Schwerin das Folgeinstrument, welches im Dreißigjährigen Krieg zerstört wurde.
Den erhaltenen Orgelprospekt schuf Paul Schmidt aus Rostock, der die Orgel 1764 erneuerte. Das Orgelwerk im historischen Gehäuse, mit elektro-pneumatischen Taschenladen, entstand 1931 in der Firma W. Sauer Orgelbau Frankfurt (Oder).
Im Ersten Weltkrieg mussten die Zinnpfeifen des Prospektes zu Rüstungszwecken abgegeben werden. Sie wurden 1926 durch Zinkpfeifen ersetzt, die bis heute erhalten geblieben sind.
1971 mussten ausfallbedingt das Gebläse und der Trakturgleichrichter durch importierte Produkte aus der BRD ersetzt werden. 1976 konnten eine Holzwurmbehandlung und eine Generalreinigung durchgeführt werden. 1980 waren die Ledermembranen der Taschenladen alterungsbedingt so brüchig gewordenen, dass sie komplett ausgetauscht werden mussten, um einen Totalausfall der Orgel zu verhindern. Durch engagierte Hilfe von Gemeindegliedern der Partnergemeinde St. Matthäus in Regensburg konnte 1981, durch Beschaffung von Zimbelsternmotoren, der Zimbelstern wieder gangbar gemacht werden. 1983 und 1985 wurden leichte Änderungen an der Disposition vorgenommen: Der Einbau kleinfüßiger Pfeifen hellte das Klangbild moderat auf.
Disposition

| I Hauptwerk C–g3 |       |
| Bordun           | 16′   |
| Principal        | 8′    |
| Hohlflöte        | 8′    |
| Gambe            | 8′    |
| Gemshorn         | 8′    |
| Octave           | 4′    |
| Spitzflöte       | 4′    |
| Quinte           | 2 ⁄3′ |
| Octave           | 2′    |
| Mixtur IV        |       |
| Trompete         | 16′   |

| II Brustwerk C–g3 |               |
| Gedackt           | 8′            |
| Quintatön         | 8′ aus III    |
| Octave            | 4′            |
| Flöte             | 4′            |
| Flachflöte        | 2′            |
| Quinte            | 2 ⁄3′neu 1983 |
| Sesquialtera II   | 2 ⁄3′neu 1983 |
| Cymbel III        |               |
| Trompete          | 8′            |

| III Schwellwerk C–g3 |           |
| Liebl. Gedackt       | 16′       |
| Principal            | 8′        |
| Flöte                | 8′        |
| Salicional           | 8′ aus II |
| Terzian II           | neu 1983  |
| Oktave               | 4′        |
| Nachthorn            | 4′        |
| Nasat                | 2 ⁄3′     |
| Sifflöte             | 2′        |
| Schwiegel            | 1′ aus II |
| Mixtur V             |           |
| Krummhorn            | 8′        |
| Schalmey             | 4′        |
| Tremulant            |           |

| Pedal C–f1   |            |
| Prinzipalbaß | 16′        |
| Subbaß       | 16′        |
| Echobass     | 16′        |
| Oktav        | 8′         |
| Baßfloete    | 8′         |
| Oktavbass    | 4′         |
| Octave       | 4′         |
| Mixtur V     |            |
| Posaune      | 16′        |
| Trompete     | 4′neu 1985 |

- Koppeln: II/I, III/I, III/II, I/P, II/P, III/P

Suboktavkoppel: III/I
Superoktavkoppel: III/I (ausgebaut bis g4)
- Spielhilfen: zwei freie Kombinationen, Crescendowalze, Schwelltritt
- Effektregister: Zimbelstern

Der Mecklenburger Orgelbauer Wolfgang Nußbrücker baute im Jahr 2010 neue Elektromagnete ein und überarbeitete die Verkabelung. Einige Dispositionsänderungen wurden wieder rückgängig gemacht. Die Registrierungen können nach dem Einbau einer Setzeranlage zusätzlich auf elektronischem Weg vorprogrammiert werden.
Das Instrument hat 41 Register und zwei Transmissionen auf drei Manualen und Pedal und ist derzeit wieder nahezu wie zur Erbauungszeit disponiert:
| I Hauptwerk C–g3 |       |
| Bordun           | 16′   |
| Principal        | 8′    |
| Gemshorn         | 8′    |
| Gamba            | 8′    |
| Hohlflöte        | 8′    |
| Octave           | 4′    |
| Spitzflöte       | 4′    |
| Quinte           | 2 ⁄3′ |
| Octave           | 2′    |
| Mixtur IV        |       |
| Trompete         | 16′   |

| II Brustwerk C–g3 |    |
| Gedackt           | 8′ |
| Flaut travers     | 8′ |
| Salicional        | 8′ |
| Octave            | 4′ |
| Flöte             | 4′ |
| Flachflöte        | 2′ |
| Schwiegel         | 1′ |
| Zymbel III        |    |
| Trompete          | 8′ |

| III Schwellwerk C–g3  |        |
| Liebl. Gedackt        | 16′    |
| Principal             | 8′     |
| Flöte                 | 8′     |
| Quintatön             | 8′     |
| Aeoline Vox coelestis | 8′     |
| Oktave                | 4′     |
| Nachthorn             | 4′     |
| Nasat                 | 2 ⁄3′  |
| Sifflöte              | 2′     |
| Terz                  | 1 3⁄5′ |
| Mixtur V              |        |
| Krummhorn             | 8′     |
| Schalmey              | 4′     |
| Tremulant             |        |

| Pedal C–f1      |                               |
| Prinzipalbaß    | 16′                           |
| Subbaß          | 16′                           |
| Echobass        | 16′                           |
| Oktavbass       | 8′                            |
| Baßfloete       | 8′                            |
| Choralbass      | 4′                            |
| Nachthorn       | 4′                            |
| Rauschpfeife IV |                               |
| Posaune         | 16′                           |
| Trompete        | 4′ursp. Cornett 2′ (neu 1985) |

- Koppeln:

Normalkoppeln: II/I, III/I, III/II, I/P, II/P, III/P
Suboktavkoppel: III/I
Superoktavkoppel: III/I (ausgebaut bis g4)
- Spielhilfen: zwei freie Kombinationen, seit 2010 zusätzlich eine Setzeranlage, Crescendowalze, Schwelltritt, Man 16′ ab, Handregister ab, Tuttiknopf und Zungenabsteller
- Effektregister: Zimbelstern

## Glocken

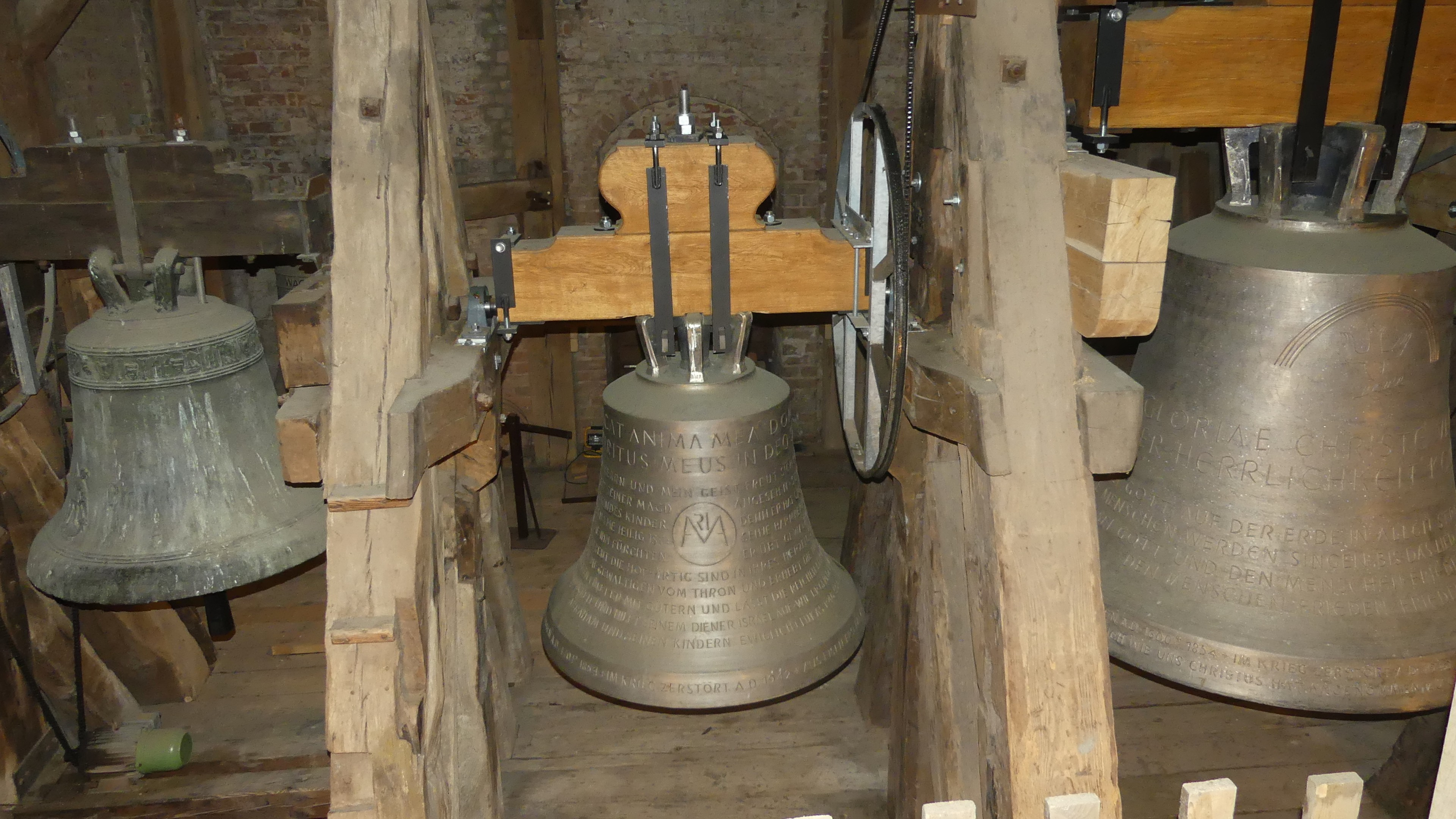
Zwei neue und die erhaltene historische Glocke

Ein Stadtbrand im Jahr 1503 zerstörte die ersten Glocken vollständig. Nach dem Wiederaufbau der Kirche im Jahre 1508 wurde ein neues Geläut mit drei bronzenen Glocken eingebaut. Die vierte und älteste Glocke des damaligen Geläutes stammt aus dem Jahr 1425, gefertigt in der Werkstatt von Rickert de Monkehagen, Rostock und stammt vermutlich aus der abgebrochenen katholischen Kapelle des St.-Jürgens-Stiftes. Diese ist heute die Taufglocke.
Ernst und Johann Siebenbaum gossen die nächstälteste Glocke im Jahr 1701. Sie hatte ein Gewicht von 3259 kg bei einem Durchmesser von 145 cm. Die anderen beiden Glocken, mit 2400 kg bzw. 5500 kg Gewicht und 155 cm bzw. 182 cm Durchmesser, stammen von dem Glockengießer Carl Jllies in Waren (Müritz) und wurden 1854 gefertigt. Die Glocken blieben im Ersten Weltkrieg von der Beschlagnahme verschont, da als Gegenleistung der historische Orgelprospekt dafür geopfert wurde.
Doch im Zweiten Weltkrieg, 1942 mussten die drei großen Glocken zu Rüstungszwecken abgeliefert werden. 
Erst 1950 vervollständigten drei neue Eisenhartgussglocken, gefertigt von der Firma Schilling und Latterman aus Apolda das Geläut. Die Klangfolge des Geläutes war c1, es1, f1, as1. Diese wurden am 11. März 1951 zum Anfang des Hauptgottesdienstes durch den Landessuperintendenten Sibrand Siegert geweiht.
Diese Glocken waren aus materialtechnischen Gründen mit dem Risiko behaftet, im Laufe der Jahre zu zerspringen und galten daher als verbraucht. Daher entschloss sich der Kirchengemeinderat aus Sicherheitsgründen, die Stahlglocken nach 1990 durch bewährte Bronzeglocken zu ersetzen. So erging ein Auftrag an die Kunst- und Glockengießerei Lauchhammer, die diese aus Glockenbronze, bestehend 78 Prozent Kupfer und 22 Prozent Zinn goss. Die Daten der Vorgängerglocken sind noch auf dem Schlagring außen zu lesen. Die Tonfolge wurde stark verändert, damit die Glocken mit anderen Geläuten aus Güstrow besser harmonieren. Seit Pfingsten 2016 ist das Geläute in Betrieb, die Tonfolge entspricht dem Westminstermotiv. Die Eisenhartgussglocke mit dem Schlagton f1 blieb im Turm und fungiert heute als reine Schlagglocke für die Turmuhr.
| Glocke | Name                      | Gussjahr | Glockengießer                  | Durchmesser | Masse    | Schlagton |
| ------ | ------------------------- | -------- | ------------------------------ | ----------- | -------- | --------- |
| 1      | Friedensglocke            | 2015     | Lauchhammer, Drochow           | 1720 mm     | 3175 kg  | H°        |
| 2      | Sonntagsglocke            | 2015     | Lauchhammer, Drochow           | 1300 mm     | 1400 kg  | e¹        |
| 3      | Marienglocke/Gebetsglocke | 2015     | Lauchhammer, Drochow           | 1180 mm     | 1000 kg  | fis¹      |
| 4      | Taufglocke                | 1425     | Rinkert de Monkehagen, Rostock | 1040 mm     | ≈ 750 kg | gis¹      |

## Türmerwohnung
Im Turm der Pfarrkirche befand sich der Dienstsitz und die Dienstwohnung des Türmers der Stadt Güstrow, dessen Tätigkeit dort von 1718 bis 1920 nachweisbar war. Heute dient diese Dienstwohnung als kleines Museum, das mit verschiedenartigen Fundstücken, die sich bei den Bauarbeiten im Turmbereich fanden, und mit Schautafeln über das Leben der Türmer durch die gemeindeeigene Arbeitsgemeinschaft Türmerwohnung gestaltet wurde. Die Räume können im Rahmen eines Turmaufstieges zu den Öffnungszeiten der Pfarrkirche besichtigt werden.

## Geistliche (Auswahl)
- Bernhard Goesch, 2. Pastor 1907–1921